# Aiguilles des Glaciers
De Aiguille des Glaciers is een 3816 meter hoge berg op de grens van het Franse departement Savoie en het Italiaanse Valle d'Aosta.
De berg is de zuidelijkste top van het Mont Blancmassief. Aan de Italiaanse zijde domineert hij het uitzicht op de Combalvlakte op het einde van het Val Veny. Op de Italiaanse flank ligt grote gletsjer de Glacier de la Lex Blanche en de kleinere Glacier d'Estelette aan de Franse kant de Glacier des Glaciers.
Het belangrijkste uitgangspunt voor de beklimming van de top is het Rifugio Elisabetta in het Val Veny. Vanaf deze berghut duurt de tocht naar de top zes tot zeven uur. Nog dichter bij de top ligt het kleine primitieve Bivacco Adolfo Hess (2958 m).